# Bracken Cave
La Bracken Cave est une grotte dans le comté de Comal, au centre de l'État du Texas, aux États-Unis.
Elle est la résidence d'été de la plus grande colonie de chauves-souris au monde. Environ 20 millions de chauves-souris Tadarida brasiliensis se perchent dans la grotte de mars à octobre, ce qui en fait la plus grande concentration connue de mammifères.

## Histoire
L'ouverture en forme de croissant de 30 m de large de la grotte relie au fond d'un gouffre, formé lorsque le toit de la grotte s'est effondré.
La grotte et 1 521 acres à l'état naturel qui l'entourent appartiennent à Bat Conservation International. L'organisation a acheté les 697 acres initiaux de la famille Marbach et fut aidé dans les efforts de préservation par The Nature Conservancy. L'accès à la grotte est restreint pour protéger l'habitat des chauves-souris résidentes. Bat Conservation International propose des visites guidées en soirée de la grotte pour regarder les chauves-souris sortir de la grotte.
La ville de San Antonio, un promoteur local et des groupes de conservation sont parvenus à un accord "de 20 millions de dollars" en 2014, afin de garantir que le développement humain n'empièterait pas sur les chauves-souris et que le ciel près de leur grotte resterait sombre la nuit.

## Habitat
La grotte de Bracken est la destination en mars ou avril de plus de 20 000 000 de Tadarida brasiliensis. Ces chauves-souris volent jusqu'à 1 000 miles du Mexique jusqu'à cette grotte. Une fois arrivées dans la grotte, les mères migrantes donnent naissance. Un nombre de 500 petits dans un mètre carré fut recensé, il s'agit d'une façon de se réchauffer.
De mars à octobre, les chauves-souris de la Bracken Cave émergent entre 18 h et 20 h, volant vers le sud-est sur une trajectoire de collision avec des insectes tels que Euxoa auxiliaris repoussés des cultures au sud-ouest par les vents. Les chauves-souris consomment plusieurs tonnes d'insectes par nuit, ce qui, selon une étude menée en 2006, permet aux producteurs de coton du centre-sud du Texas d'économiser environ 740 000 dollars par an.

## Recensement
Alors que le gîte de chauves-souris de la grotte Bracken est souvent estimé à 20 millions, le nombre réel de chauves-souris est inconnu en raison de méthodes de comptage peu fiables. Un expert en comportement animal, Leonard Ireland, qui a fait des recherches sur les chauves-souris à Bracken Cave dans les années 1960 et 1970, affirme que les nuages de chauves-souris émergeant de la grotte mesuraient jusqu'à « 30 miles de long et 20 miles de large ».